# جانی‌آباد (رستم)
کرم آباد روستایی از توابع شهرستان رستم در استان فارس ایران است.

## جمعیت
این روستا در دهستان رستم دو قرار دارد و براساس سرشماری مرکز آمار ایران در سال ۱۳۸۵، جمعیت آن ۳۵۳ نفر (۸۳خانوار) بوده‌است.